# Sawad (robe)
Le sawâd est un long vêtement noir porté à la cour des Abbassides, le noir étant leur couleur. 
Les fonctionnaires de la cour portaient ce costume ; à partir de l'an 153 de l'hégire, le port en est prescrit aux hommes de toutes les catégories sociales et administratives, avec cependant une différence : le noir des vêtements du calife était brillant et même « lumineux » alors que celui des administratifs et du peuple était mat.